# Рипуарские франки

Расселение франков в Европе, в середине V века.

Рипуа́рские фра́нки или Прибрежные франки (от лат. ripa — «берег реки»; нем. Rheinfranken — «рейнские франки») — группа племён франков, жившая по берегам Рейна и Майна, в другом источнике указано что жившие по Рейну от Кёльна до Майнца и по Мозелю, в отличие от салических франков, живших в бельгийской Галлии.
У Прибрежных франков существовал сборник народного права (главным образом уголовного) — Рипуарский закон (lex Ripuariorum). В отличие от салических франков, переселившихся к берегу моря, а затем завоевавших Галлию и ассимилированных галло-римлянами, рипуарские франки остались на прежних местах обитания. У них дольше сохранялся первобытно-общинный строй.
В конце V века королём рипуарских франков был Сигеберт Хромой, а столицей — Кёльн. В битве при Толбиаке в 498 году рипуарские франки разбили алеманнов, после чего король салических франков Хлодвиг I начал стремиться к объединению всех франкских племён под своей властью. После убийства Сигеберта Хромого и его сына Хлодвиг провозгласил себя также королём рипуарских франков. Фактическое присоединение рипуарских франков к Франкскому государству растянулось на VI—VII века. В этот период записана Рипуарская правда, регламентирующая обычное право.
В результате раздела Франкской империи территория рипуарских франков в основном оказалась в составе Восточно-Франкского королевства.
Рипуарские франки сохранили свой язык, ставший основой рейнских и франконских диалектов немецкого языка.